# صموئيل إتش ميس جونيور
صموئيل إتش ميس جونيور (بالإنجليزية: Samuel H. Mays, Jr.)‏ هو محامي وقاضي أمريكي، ولد في 1948 في ممفيس في الولايات المتحدة.